# Gustav Bernhardt
Gustav Peter Bernhardt (* 9. Mai 1900 in Großalmerode; † 12. Mai 1969 in Kassel) war Architekt, Bauunternehmer und Abgeordneter.

## Leben
Bernhardt war der Sohn des Bauunternehmers Karl Bernhardt und dessen Ehefrau Louise geborene Gundlach. Er war evangelisch-reformierter Konfession und heiratete in Kassel am 19. Januar 1929 Elisabeth Emma Franzheim (* 11. August 1905 in Schwerte (Kreis Hörde)).
Von 1906 bis 1909 besuchte er die Volksschule und anschließend bis 1914 die Mittelschule in Breslau. Von 1915 bis 1917 absolvierte er eine Maurerlehre im väterlichen Betrieb und legte 1919 die Gesellenprüfung ab. Währenddessen besuchte er in den Wintersemestern die Höheren Baufachschulen in Kattowitz, Kassel, Hildesheim und Weimar. In Weimar legte er 1923 die Prüfung zum Bauingenieur ab. 1924 bestand er die Meisterprüfung und wurde Mitinhaber des väterlichen Unternehmens. Danach studierte er Architektur an der Staatlichen Kunstakademie in Kassel. Von 1929 bis 1931 war er Mitglied der Loge Pythagoras zu den drei Strömen in Hann. Münden.
1928 wurde er zum Obermeister der Freien gemischten Handwerker-Innung in Großalmerode gewählt. Im 1931 zog er nach Kassel. Von 1937 bis zum 21. April 1945 war er alleiniger Inhaber des vormals väterlichen Baugeschäfts. 1939 wurde er zum Landesschützen-Bataillon I/IX einberufen und im Frühjahr 1940 als Unteroffizier entlassen.

## Politik
Zum 1. April 1931 trat er der NSDAP bei (Mitgliedsnummer 506.079). Er wurde auch Mitglied in der SS, aus der er 1936 wegen früherer Logenmitgliedschaft entlassen wurde. Nach der Machtergreifung der Nationalsozialisten wurde er 1933 Mitglied des Kurhessischen Kommunallandtags des preußischen Regierungsbezirks Kassel und des Provinziallandtages der preußischen Provinz Hessen-Nassau für den Kreis Witzenhausen. Dort war er ordentliches Mitglied des Landesausschusses und stellvertretendes Mitglied des Rechnungsprüfungsausschusses. Im Frühjahr 1933 wurde er im Rahmen der „Gleichschaltung“ Vorsitzender der Handwerkskammer Kassel. Nach der Auflösung der Handelskammer und der Bildung der Gauwirtschaftskammer Kurhessen (Zusammenlegung von Handwerks- und Industrie- und Handelskammer Kassel) wurde er Leiter dieser Gauwirtschaftskammer. Dies war insofern ungewöhnlich, da üblicherweise die IHK-Leiter an die Spitze der Gauwirtschaftskammer rückten. In Kassel war es der Handwerkskammerpräsident und nicht IHK-Präsident Rudolf Braun. 1944 wurde er zum Wehrwirtschaftsführer ernannt.
Im Rahmen der Entnazifizierung lautete das Spruchkammerurteil „minderbelastet“.